# Atividade química
Em química, atividade é uma medida do quanto as interações entre moléculas em uma solução ou em um gás não-ideal desviam da idealidade.
A atividade é proporcional à concentração, x, por um fator conhecido como coeficiente de atividade, γ, que leva em consideração outros íons em solução. Assim, numa solução ideal o coeficiente de atividade é aproximadamente igual a 1 e a atividade pode ser aproximada como igual à concentração.
Os efeitos da atividade são resultados das interações tanto eletrostáticas como covalentes entre os íons. A atividade de um íon é influenciada pela sua vizinhança. A reatividade de um íon cercado por moléculas de água é diferente daquela do mesmo íon dentro de uma nuvem de contraíons. Em soluções muito diluídas as interações de um íon com sua vizinhança são desprezíveis e por isso pode-se considerar que a solução comporta-se idealmente. Nesse caso, a aproximação em que substitui-se a atividade pela concentração é válida.
A relevância desse tipo de atividade dentro da Química vai desde velocidades de reação até em constantes de equilíbrio. Por exemplo, podem existir desvios grandes entre a concentração calculada do íon hidrogênio (H+) de um ácido forte em solução e a atividade do íon hidrogênio obtida através do pH medido por um pH-metro ou um indicador de pH.